# Eye for an Eye
Eye for an Eye is een Amerikaans misdaadfilm uit 1996 onder regie van John Schlesinger. Het verhaal is gebaseerd op dat uit het gelijknamige boek van Erika Holzer.

## Verhaal
Karen McCann is gelukkig getrouwd met Mack. Hij is de stiefvader van haar zeventienjarige dochter Julie , die hij met haar opvoedde, en samen kregen ze hun inmiddels zesjarige dochter Megan. Wanneer Karen van huis is, belt ze met Julie terwijl die het huis aan het gereedmaken is voor de verjaardag van haar zusje. Tijdens het telefoongesprek wordt er aangebeld. Karen hoort door de telefoon hoe Julie de deur opendoet en vervolgens verkracht en vermoord wordt door de man die voor de deur stond.
Rechercheur Danilo belooft Karen dat hij de dader zal vinden. Hij belt haar op een middag op haar werk in een museum op om te melden dat hij Julies moordenaar opgepakt heeft. Het gaat om Robert Doob en hij heeft waterdicht DNA-bewijs om aan te tonen dat de man de dader is. Op de dag van de rechtszaak worden de McCanns bijgestaan door openbaar aanklager Howard Bolinger, die plots de eerdere openbaar aanklager blijkt te komen vervangen. Tijdens het proces blijkt dat die heeft nagelaten de advocate van Doob 25% van het DNA-monster te geven, waar ze recht op had voor een contra-expertise. Bolinger wist dit niet en heeft geen verder bewijs tegen Doob voorhanden. Rechter Arthur Younger verklaart het DNA-bewijs ontoelaatbaar en seponeert de zaak, waardoor Doob ongestraft blijft.
Het feit dat Doob is weggekomen met de verkrachting en moord op haar dochter blijft knagen aan Karen, die het niet lukt verder te gaan met haar leven. Op advies van rechercheur Denillo gaat ze naar een praatgroep voor mensen die een kind hebben verloren door een misdrijf, waar ze steun kan zoeken bij lotgenoten. Daar ontmoet ze onder meer Albert en Regina Gratz. De moordenaar van hun kind is vanwege procedurele slordigheden veroordeeld voor doodslag in plaats van moord en komt bijna vrij. Wanneer Karen Albert en Regina opzoekt terwijl die in een andere kamer een gesprek voeren met lotgenoten Sidney Hughes en Martin, krijgt ze niet precies mee waar die het over hadden. Het is haar niettemin duidelijk dat het onderwerp geheim was.
Twee dagen nadat de moordenaar van het kind van de Gratz' vrijgekomen is, wordt hij op straat doodgeschoten vanuit een rijdende auto. Het is Karen meteen duidelijk dat dit het gevolg is van het gesprek dat de Gratz' met Sidney en Martin hadden. Daarom benadert ze Sidney, want ze wil dat Doob dan maar zo gestraft wordt als het gerecht het niet doet. Sidney en Martin zeggen haar toe te helpen met alle voorbereidingen om Doob uit de weg te ruimen, ze moet alleen wel zelf de trekker overhalen wanneer het moment daar is. Sidney is hiertoe bereid. Wat alleen niemand weet, is dat Angel Kosinsky de hulpgroep bezoekt onder valse voorwendselen. Zij is geen moeder van een gedood kind, maar een agent van de FBI die hulpgroepen infiltreert om deze te controleren.

## Rolverdeling
| Acteur            | Personage                                |
| ----------------- | ---------------------------------------- |
| Sally Field       | Karen McCann                             |
| Ed Harris         | Mack McCann                              |
| Olivia Burnette   | Julie McCann                             |
| Alexandra Kyle    | Megan McCann                             |
| Kiefer Sutherland | Robert Doob                              |
| Joe Mantegna      | Det. Sgt. Denillo                        |
| Beverly D'Angelo  | Dolly Green                              |
| Darrell Larson    | Peter Green                              |
| Charlayne Woodard | Angel Kosinsky                           |
| Philip Baker Hall | Sidney Hughes                            |
| Keith David       | Martin                                   |
| Wanda Acuna       | Latijns-Amerikaanse huisvrouw            |
| Geoffrey Rivas    | Echtgenoot Latijns-Amerikaanse huisvrouw |
| Armin Shimerman   | Rechter Arthur Younger                   |
| Natalia Nogulich  | Susan Juke                               |
| Nicholas Cascone  | Howard Bolinger                          |
| Stella Garcia     | Maria                                    |
| Justine Johnston  | Flo McCann                               |
| Wayne Pére        | Gene Forest                              |
| Joan Crowe        | Michelle                                 |
| Ross Bagley       | Sean Kosinsky                            |
| Donal Logue       | Tony                                     |
| William Mesnik    | Albert Gratz                             |
| Rondi Reed        | Regina Gratz                             |
| Jack Janda        | Tony                                     |